# Stefan Schlick
Il conte Stefan Schlick (Schlackenwerth, 24 dicembre 1487 – Mohács, 29 agosto 1526) fu un feudatario ceco il cui nome è legato alla coniazione del primo tallero, una moneta battuta per la prima volta nel 1520 e destinata a primeggiare per molti secoli in Europa, Africa, Asia ed America.

## La vita
Verso il 1516 gli Schlick scoprirono una miniera d'argento in un loro feudo in Boemia, nello Erzgebirge (Monti Metalliferi), presso una località denominata Konradsgrün. Il conte Stephan iniziò l'estrazione con l'ausilio di maestranze provenienti dalla Sassonia.  Nel 1520 le persone che lavoravano nella valle di San Gioacchino (Joachimsthal in tedesco e Jachimov in ceco) raggiunsero le 5000 unità e la valle ottenne dal re di Boemia, Luigi Jagellone, lo status di città libera.
Nel 1519 Stephan ottenne dal re il diritto ad aprire una zecca e l'anno successivo iniziò a coniare un Guldengroschen che prese il nome di Joachimstaler
Stephan morì nella battaglia di Mohács combattendo contro i Turchi, accanto al suo sovrano Luigi.
Dopo la morte di Luigi divenne re di Boemia il fratello di Carlo V, Ferdinando, secondo dei re di Boemia con questo nome, il quale mantenne agli Schlick i loro diritti.
In seguito però i successori di Stephan si schierarono contro l'imperatore aderendo alla Lega di Smalcalda. Dopo la battaglia di Mühlberg il successore di Stephan, il conte Kaspar Schlick dovette rinunciare ai diritti della miniera e di coniazione a favore di Ferdinando.